# Abierto de Australia 1988
Lista de los campeones del Abierto de Australia de 1988:

## Individual masculino
Mats Wilander (SWE) d. Pat Cash (AUS), 6–3, 6–7(3–7), 3–6, 6–1, 8–6

## Individual femenino
Steffi Graf (ALE) d. Chris Evert (USA), 6–1, 7–6(7–3)

## Dobles masculino
Rick Leach/Jim Pugh (USA)

## Dobles femenino
Martina Navratilova (USA)/Pam Shriver (USA)

## Dobles mixto
Jana Novotná (República Checa)/Jim Pugh (USA)
| Predecesor: 1987                           | Abierto de Australia 1988 | Sucesor: 1989                         |
| Predecesor: Abierto de Estados Unidos 1987 | Grand Slam 1988           | Sucesor: Torneo de Roland Garros 1988 |

- Datos: Q266331